# Winterberg (Saarbrücken)
Der Winterberg ist eine etwa 300 m ü. NHN hohe Erhebung im Stadtgebiet von Saarbrücken. Der Winterberg liegt zwischen den Stadtteilen Sankt Arnual und Alt-Saarbrücken und stellt einen Distrikt von Sankt Arnual dar.

## Winterbergdenkmal

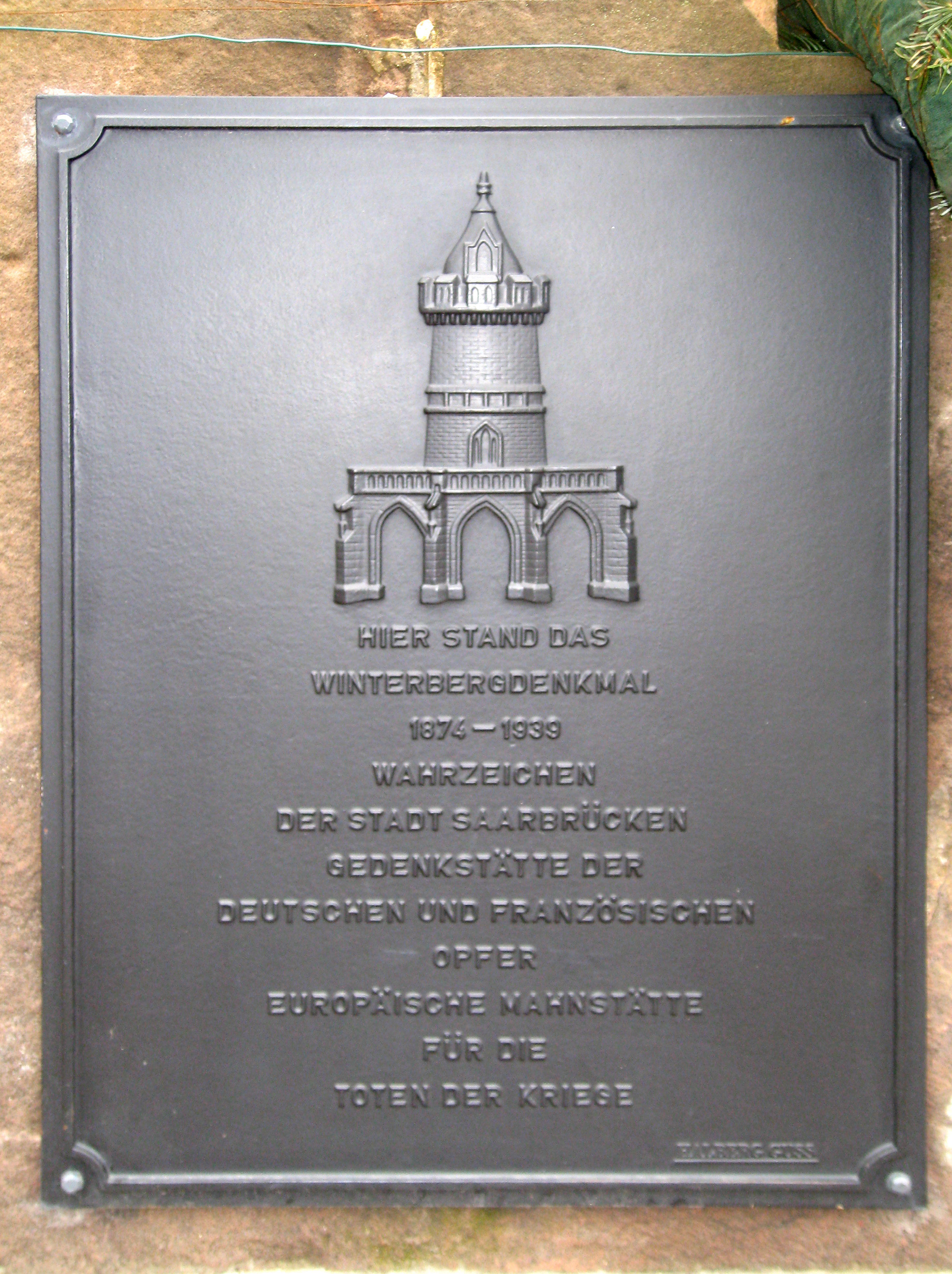
Gedenktafel am ehemaligen Winterbergdenkmal

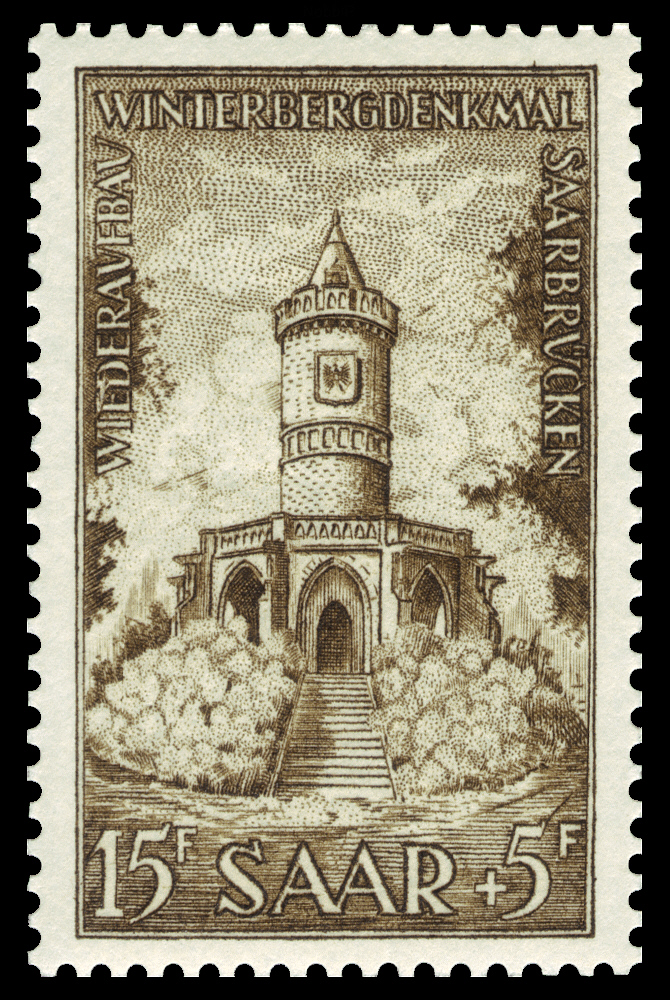
Saar-Briefmarke mit Winterbergdenkmal von 1956

Auf dem Winterberg befindet sich der nach 1975 wiederaufgebaute Sockel des Winterbergdenkmales. Das zwischen 1872 und 1874 erbaute Denkmal erinnerte an den Deutsch-Französischen Krieg und wurde nach Ausbruch des Zweiten Weltkriegs 1939 aus militärstrategischen Gründen gesprengt. Heute befindet sich eine Gedenktafel am Sockel des Denkmals, welche an die deutschen und französischen Kriegsopfer erinnert.
Zwischen 1956 und 1958 gab es saarländische Briefmarken, deren Zuschlag dem Wiederaufbau des Denkmals zugutekommen sollte.

## Klinikum Saarbrücken
Seit 1968 befindet sich auf dem Winterberg das Klinikum Saarbrücken, dessen 110 m langes und 40 m hohes Hauptgebäude weithin sichtbar ist. In der Klinik werden jährlich etwa 120.000 Patienten ambulant und stationär versorgt.
Angegliedert an das Klinikum ist die Luftrettungsstation des von der ADAC Luftrettung betriebenen Rettungshubschraubers Christoph 16 sowie die Integrierte Leitstelle (Funkrufname: Leitstelle Saar) des Zweckverbands für Rettungsdienst und Feuerwehralarmierung Saar.

## Sendeturm Saarbrücken-Winterberg

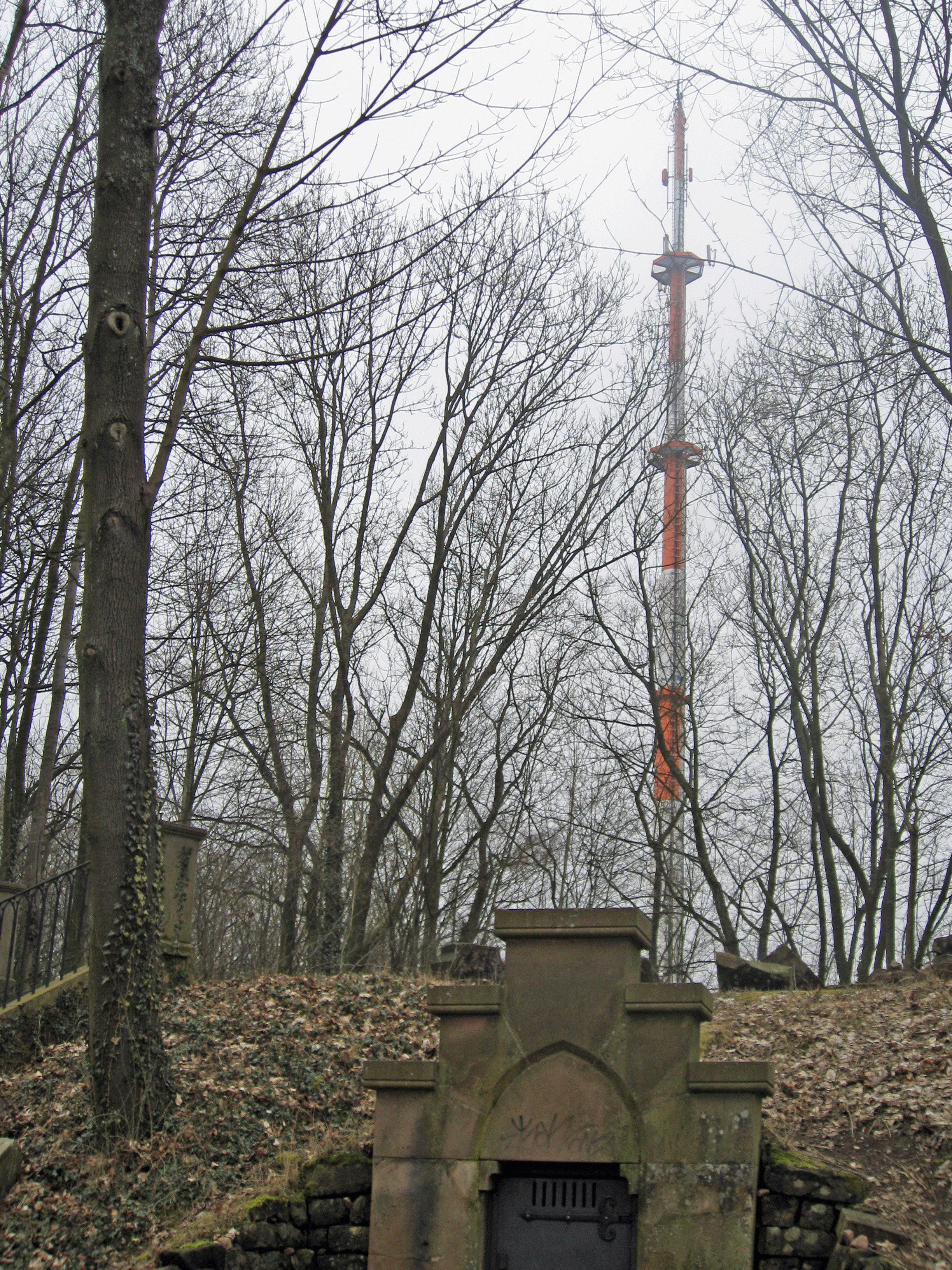
Sendemast mit Sockel des Denkmals im Vordergrund

Auf dem Winterberg befindet sich der Sender Saarbrücken-Winterberg.

## Ehemalige Weingärten
An dem Winterberg sollen sich mehrere Weingärten befunden haben. Heutzutage zeugt der Straßenname Weinbergweg, die sich unterhalb des Petersberger Hofes befindet, noch davon. Hier soll die Familie Mügel einen Weinberg angelegt haben, welche den Saarbrücker Winzer Karl Ries dafür angestellt haben. Daneben soll die Familie Lukas am Südhang einen Weingarten, den sogenannten Lukase Berg,  gehabt haben, wo diese Schaumwein mit dem Namen Saarperle produzierten. Des Weiteren soll es am Hang des Reppersberg, unterhalb des Klinikums Saarbrücken, den Weingarten Reifenburg gegeben haben.
Der in diesen Weingärten produzierte Wein wurde jedoch fast ausschließlich von den produzierenden Familien getrunken.